# Denise Souza
Denise Ferreira de Souza Tenius (Rio de Janeiro, 2 de setembro de 1967) é uma ex-voleibolista indoor brasileira, que atuou na posição de Ponta, com marca de alcance de 295 cm no ataque e 285 no bloqueio, e atuou nas categorias de base da Seleção Brasileira  nas categorias de base, época que foi semifinalista no Campeonato Mundial Juvenil de 1985 na Itália e medalhista de ouro na edição do ano de 1987 na Coreia do Sul. Representou a seleção juvenil no Campeonato Sul-Americano de 1985, categoria adulto, este realizado na Venezuela. Pela Seleção Principal disputou duas edições do Campeonato Mundial nos anos de 1986 e 1990, República Tcheca e China, respectivamente. Ainda pela Seleção Brasileira conquistou a medalha de bronze nos Jogos da Boa Vontade de 1990,  um ouro e uma prata em edições da BCV Cup, os anos de 1995 e 1996, respectivamente; e também foi medalha de prata no Grand Prix de 1995.Em clubes possui três medalhas de ouro em edições do Campeonato Sul-Americano de Clubes nos anos de1985 no Chile,  em 1997 e 1998, ambas na Colômbia, além da prata obtida na edição do ano de 1988 no Paraguai, do bronze obtido na edição de 1994 na Colômbia, além do título do  inédito do Campeonato Mundial de Clubes de 1994 no Brasil.

## Carreira
Denise antes de dedicar-se ao voleibol, praticou por 5 anos a natação época que trabalhou sua musculatura que a fez destacar precocemente com suas pontes cortadas .Iniciou sua trajetória profissional no voleibol pelo Botafogo/RJ e já integrando a equipe adulta em 1983; também foi campeã carioca nas categorias de base no mesmo ano, ou seja, campeã infanto-juvenil e juvenil.
Transferiu-se para o Bradesco/RJ, ano que já integrava a Seleção Brasileira na categoria juvenil e fazia parte de um elenco jovem que conquistou o título do Campeonato Brasileiro de 1984, sob o comando do técnico Marco Aurélio Motta.
Em 1985 conquistou  pelo Bradesco/RJ a medalha de ouro no Campeonato Sul-Americano de Clubes em Santiago, Chile,permanecendo neste até 1986 quando conquistou o vice-campeonato  no Campeonato Brasileiro, e quando as equipes masculinas e femininas desta entidade estavam liderando o ranking nacional, anunciou a dissolução de ambas repentinamente  ref name="2dsndfds"/>, eleita a Melhor Atacante do Campeonato Brasileiro.
Em 1985 atuou na Seleção Brasileira em preparação ao Campeonato Mundial Juvenil, quando convocada pelo técnico Marco Aurélio Motta, técnico da categoria juvenil, e esta base foi enviada para disputar o  Campeonato Sul-Americano Adulto de Caracas,Venezuela e vestindo a camisa#3 conquista ou o vice-campeonato.E no  referido Campeonato Mundial Juvenil, cuja sede foi em Milão-Itália,  foi semifinalista, encerrando na quarta posição
Representou a Seleção Brasileira no Campeonato Mundial em Praga, República Tcheca, e nesta edição encerrou no quinto lugar.No ano seguinte compos representação a Seleção Brasileira, mas desta vez foi na categoria juvenil e na fase preparação foi vice-campeã doTorneio Internacional da Europa de 1987 e fez parte da equipe que conquistou a medalha de ouro no Campeonato Mundial Juvenil realizado em Seul-Coreia do Sul , sendo a primeira do país nesta categoria na modalidade feminina sob o comando do técnico Marco Aurélio Motta.
Ela passou  ser atleta doLufkin/RJ , cujo departamento de voleibol deixava   Sorocaba-SP e passou atuar no Rio de Janeiro; e novamente sob o comando de Marco Aurélio Motta e sagrou-se campeã do Campeonato Carioca de 1987 foi campeã do Campeonato Brasileiro de 1987, feito diante da  Supergasbras que a contratou em 1988, disputando as competições da temporada 1988-1989, quando  sagrou-se  neste ano medalhista de prata no Campeonato Sul-Americano de Clubes em Asunción-Paraguai.
Na temporada 1989-1990 continuou pela equipe da Supergasbras foi vice-campeã da Liga Nacional correspondente.Em 1990 foi novamente convocada para Seleção Brasileira quando conquistou o bronze no Jogos da Amizade (Goodwill Games) sediado em Seatle-Estados Unidos.
Ainda visando a preparação para a edição do Campeonato Mundial de 1990 em Pequim, pela seleção, conquistou o título do Torneio Internacional da Alemanha Oriental de 1990, e os vice-campeonatos da Copa Internacional Chinilin em Zerblovisk-Rússia, e da Copa Internacional de Reggio Calabria na Itália e neste fez parte da equipe que alcançou a sétima posição sob o comando do  técnico Inaldo Manta .Pela seleção principal conquistou o vice-campeonato da Copa Internacional de Hong Kong em 1991.Na temporada 1990-1991 defendeu as cores do Armazém das Fábricas  e reforçou  o Botafogo/RJ na temporada 1991-92,  e em 1992 é contratada pela A.A.Rio Forte.
Atuou no voleibol italiano na jornada 1992-93 e reforçou a equipe do Consorzio Ligure Apuano Carrara na Liga A2 Italiana e na Copa Itália, nesta última equipe eliminada na fase preliminar e ela contribuiu para conquista do título da Liga A2  e a promoção do clube a elite do voleibol italiano.
Retornou ao Brasil  e a equipe da Rio Forte , e por esta disputou as competições do período 1993-94 conquistando o título do Campeonato Carioca de 1993.Transferindo-se para o Leites Moça/Sorocaba e  foi vice-campeã paulista em 1994.
Reforçou o Colgate/São Caetano| na edição do Campeonato Sul-Americano de Clubes de 1994 em Medellín e conquistou a medalha de bronze e recebeu o prêmio de Melhor Sacadora da competição.
Pelo Leite Moça/Sorocaba disputou o Campeonato Mundial de Clubes, sediado em São Paulo-Brasil e conquistou a inédita medalha de ouro  nesta edição; e por esta equipe  disputou a primeira edição da Superliga Brasileira A no período 1994-95 sagrando-se campeã .
Após alguns anos  fora da Seleção  Brasileira, foi convocada pelo técnico Bernardo Rezende para disputar a BCV Cup (mais tarde chamaria Montreux Volley Masters) na Suíça.Na mesma temporada pela seleção principal conquistou a medalha de ouro no Campeonato Sul-Americano de 1995 em Porto Alegre-Brasil ; , o  vice-campeonato na edição do Grand Prix  em Xangai; e alcançou a inédita medalha de prata na Copa do Mundo do Japão.
Renovou com o Leite Moça/Sorocaba para jornada seguinte e em 1995 conquista o título do Campeonato Paulista e da Copa Internacional  pelo Leite Moça e disputou a Superliga Brasileira A 1995-96 conquistando  bicampeonato consecutivo de forma invicta.
Em 1996 disputou pela seleção principal  a BCV Cup na Suíça e conquistou a medalha de prata e foi a última atleta a ser cortada pelo técnico Bernardinho da Olimpíada de Atlanta, não realizando seu sonho de disputar tal evento .Permaneceu no Leite Moça/Jundiaí no período esportivo 1996-97,  e por este disputou a correspondente Superliga Brasileira A e conquistou o tricampeonato consecutivo
Na quarta temporada consecutiva  pelo Leite Moça/Jundiaí que mudou de alcunha para Leites Nestlé  conquista do ouro de forma invicta no Campeonato Sul-Americano de Clubes de 1997 em Medellín-Colômbia, também foi vice-campeã do Campeonato Paulista de 1997 e vice-campeã da Superliga Brasileira A 1997-98.
Em sua última temporada pelo Leites Nestlé conquistou o título do Campeonato Paulista de 1998 e da Copa Sul e representou este clube na conquista do bicampeonato  consecutivo no Campeonato Sul-Americano de Clubes de 1998 em Medellín-Colômbia   e alcançou o bronze na  Superliga Brasileira A 1998-99.
Foi contratada pelo BCN/Osasco  e conquistou o vice-campeonato do Campeonato Paulista de 1999
Bronze na superliga 1999-00.
Integrou a equipe do Vasco da Gama nas competições de 2000-01, sagrou-se campeã do Campeonato Carioca em 2000 conquistou o quarto lugar na Taça Premium TV Tarobá em Cascavel -PR e conquistou o vice-campeonato na Superliga Brasileira A 2000-01.
Com sua experiência reforçou o Rexona/PR  na jornada esportiva 2001-02,  foi campeã da Supercopa dos Campeões  de 2001 e vice-campeã do Campeonato Paranaense no mesmo ano
Disputou pelo Rexona/PR o Campeonato Carioca de 2001 alcançando o bronze, época que estava prestes a se casar e era capitã da equipe e alcançou o bronze na Superliga Brasileira A.Encerrou a carreira em 2002, formando-se em fisioterapia posteriormente e trabalhando na área na cidade do Rio de Janeiro, onde reside atualmente. Em 2014  foi homenageada pela Nestlé juntamente com  mais doze atletas que conquistaram há 20 anos a inédita medalha de ouro no Campeonato Mundial de Clubes de 1994.
Após encerrar a carreira como jogadora cursou Fisioterapia pelo Instituto Brasileiro de Medicina da Reabilitação (UNI-IBMR), na qual foi graduada e possui ainda em Terapia Manual Integrada (TMI), em Conceito Mulligan de Terapia Manual, em Conceito Maitland de Terapia Manual Articular, em Liberação Miofascial Integrativa, em Manipulação Facial, em Trilhos Anatômicos, em Estabilização Segmentar Vertebral, em Mobilização Neural, em Proceptividade Neurological Facilitation (PNF), e também é instrutora de Pilates, formada pelo conceito de Pilates Miofuncional.

## Clubes
| Clube                           | País   | De   | Até  |
| ------------------------------- | ------ | ---- | ---- |
| Botafogo F.R.                   | Brasil | 1982 | 1983 |
| Bradesco/Atlântica              | Brasil | 1983 | 1986 |
| Lufkin                          | Brasil | 1986 | 1987 |
| A.A.Supergasbras                | Brasil | 1987 | 1990 |
| Armazém das Fábricas            | Brasil | 1990 | 1991 |
| Botafogo F.R.                   | Brasil | 1991 | 1992 |
| Consorzio Ligure Apuano Carrara | Itália | 1992 | 1993 |
| A.A. Rio Forte                  | Brasil | 1993 | 1993 |
| Colgate/São Caetano             | Brasil | 1994 | 1994 |
| Leite Moça/Sorocaba             | Brasil | 1994 | 1996 |
| Leites Nestlé/Jundiaí           | Brasil | 1996 | 1999 |
| BCN/Osasco                      | Brasil | 1999 | 2000 |
| C.R.Vasco da Gama               | Brasil | 2000 | 2001 |
| Rexona/PR                       | Brasil | 2001 | 2002 |

## Títulos e resultados
- Torneio Internacional da Alemanha Oriental:1990[12]
- Copa Internacional Chinilin:1990[12]
- Copa Internacional de Reggio Calabria:1990[12]
- Torneio Internacional da Europa:1987[12]
- Copa Hong Kong:1991[12]
- Campeonato Mundial Juvenil :1985[10]
- Copa Internacional:1995[38]
- Copa Sul:1998[45]
- Liga A2 Italiana:1992-1993[22]
- Campeonato Brasileiro:1984[5],1987[4],1994-95,1995-96 e 1996-97[33]
- Campeonato Brasileiro:1986, 1989-90[4] 1997-98 e 2000-01[33]
- Campeonato Brasileiro:1998-99, 1999-00[33]
- Taça Premium  TV Tarobá:2000[52]
- Supercopa dos Campeões:2001[54]
- Campeonato Paulista:1995[24][38], 1998[44]
- Campeonato Paulista:1994[23], 1997[24] e 1999[48]
- Campeonato Paranaense:2001[54]
- Campeonato Carioca:1987, 1993[15] e 2000[50]
- Campeonato Carioca:2001[55]
- Campeonato Carioca Juvenil:1983[3]
- Campeonato Carioca Infanto-Juvenil:1983[3]

## Premiações individuais
- Melhor Sacadora do Campeonato Sul-Americano de Clubes de 1994[28]
- Melhor Atacante  do Campeonato Brasileiro de 1985 [8]